# Vera-Ellen
Vera-Ellen, właśc. Vera-Ellen Westmeier Rohe – amerykańska aktorka i tancerka. Najbardziej znana z partnerowania takim gwiazdom, jak Fred Astaire, Gene Kelly i Donald O’Connor.

## Filmografia
- Wonder Man (1945)
- The Kid from Brooklyn (1946)
- Three Little Girls in Blue (1946)
- Carnival in Costa Rica (1947)
- Słowa i muzyka (1948)
- Love Happy (1949)
- Na przepustce (1949)
- Trzy krótkie słowa (1950)
- Happy Go Lovely (1951)
- The Belle of New York (1952)
- Call Me Madam (1953)
- Big Leaguer (1953)
- White Christmas (1954)
- Let's Be Happy (1957)